# Smertae

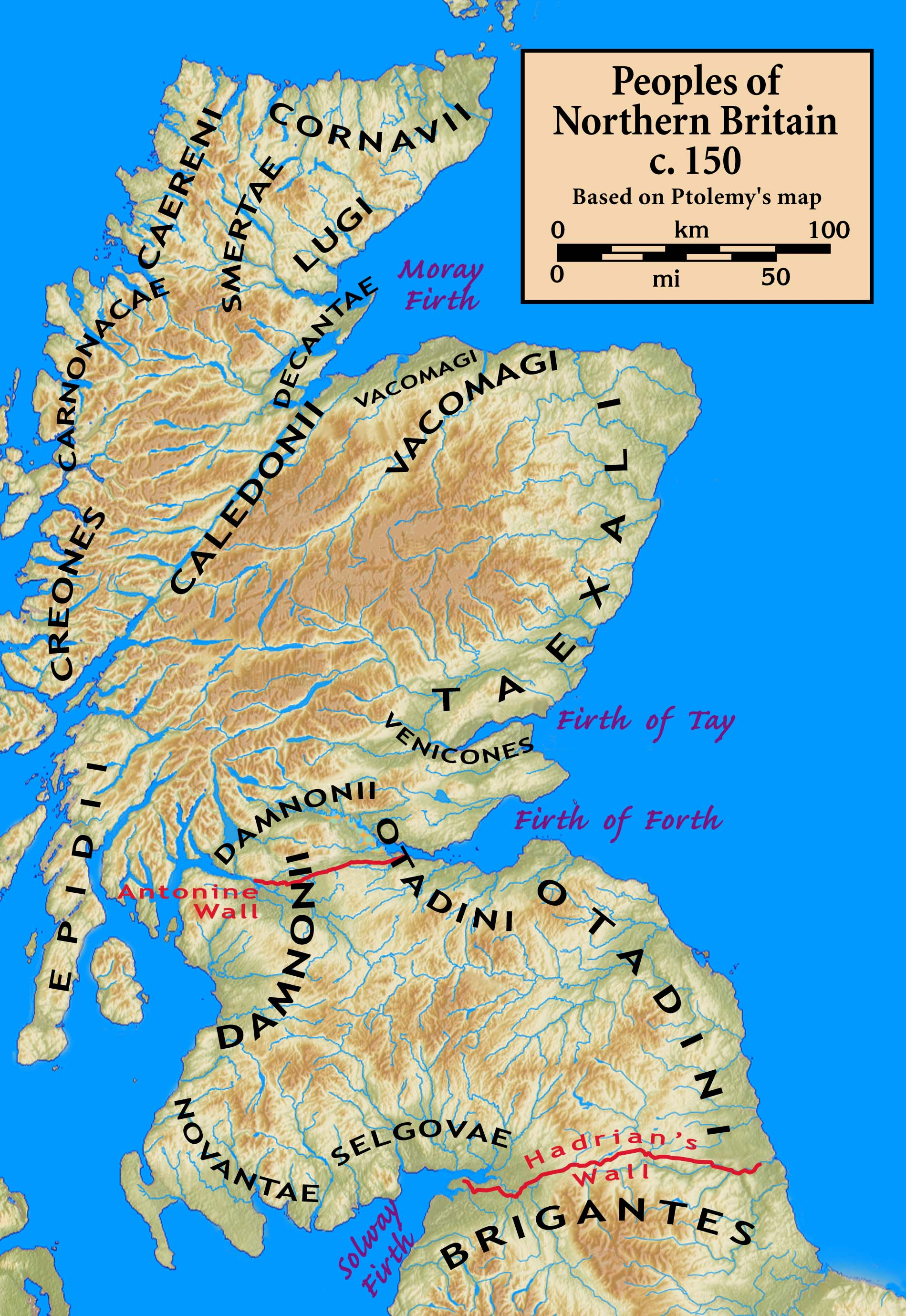
Keltische Stämme in Schottland

Die Smertae waren ein keltischer Stamm im Norden Schottlands, der nur aus Ptolemäus Geographia bekannt ist. Aus der Beschreibung ihrer Nachbarstämme lässt sich schließen, dass sich ihr Gebiet im heutigen Sutherland befand, Ptolemäus nennt aber keine Hauptstadt oder Kerngebiet des Stammes. Laut Ptolemäus waren sie mit den Cornovii, Lugi und Caereni benachbart.

## Quelle
- Claudius Ptolemäus, Geographia, 2. Buch, 2. Kapitel: Albion island of Britannia, LacusCurtius website der University of Chicago, 2008, abgerufen am 23. April 2010